# Mai fidarsi del mio vicino
Mai fidarsi del mio vicino (The Wrong Boy Next Door) è un film televisivo del 2019, diretto da David DeCoteau.

## Trama
Tenuta dalla madre agli "arresti domiciliari" dopo essere stata sospesa da scuola per la sua condotta inappropriata, l'adolescente problematica Katie si innamora di John, un giovane attraente che si è appena trasferito nella casa accanto. Col passare del tempo la giovane inizia però a sospettare che il ragazzo le stia nascondendo qualcosa.